# 阿德·詹德拉·拉赫马万
阿德·詹德拉·拉赫马万（1992年12月3日—），印度尼西亚男子沙滩排球运动员，2014年亚洲沙滩运动会男子沙滩排球金牌得主、2018年亚洲运动会男子沙滩排球银牌得主。